# Yves Chauvin
Pour les articles homonymes, voir Chauvin.
Yves Chauvin (né le 10 octobre 1930 à Menin en Belgique et mort le 27 janvier 2015 à Tours) est un chimiste français. Il est directeur de recherche honoraire à l’Institut français du pétrole (IFP) de Rueil-Malmaison et membre de l’Académie des sciences à partir de 2005. Richard R. Schrock, Robert Grubbs et lui sont colauréats du prix Nobel de chimie de 2005.

## Biographie
Yves Chauvin naît à Menin, ville belge touchant la France, en 1930. Ses parents sont français et descendent tous deux de familles bien implantées à Beaumont-la-Ronce, village de la région de Tours, où Yves Chauvin passe ses vacances enfantines en compagnie de ses cousins dans la maison de ses grands-parents. Son père est ingénieur électricien. Il va à l'école maternelle en Belgique mais traverse tous les jours la frontière pour aller à l'école primaire en France.
Après des études secondaires et supérieures dans plusieurs villes, il devient ingénieur de l'ESCIL (devenue depuis CPE Lyon) en 1954. Devant faire son service militaire, il ne fait pas de doctorat, ce qu'il regrettera plus tard.
Il commence sa carrière dans l'industrie pour le groupe Progil (Rhône-Poulenc) à Lyon, mais son emploi dans le développement ne correspond à son obsession de créer de la nouveauté. Il démissionne donc et, en 1960, rejoint l'Institut français du pétrole et y développe deux processus de catalyse homogène. Il se marie la même année. Il aura deux fils. Rapidement nommé Directeur du Laboratoire de Catalyse Homogène, il assume cette fonction jusqu'à sa retraite. Il nommé correspondant de l'Académie des sciences en 1996, et membre en 2005.
En 2005, Chauvin, Robert Grubbs et Richard R. Schrock reçoivent le prix Nobel de chimie « pour le développement de la méthode de la métathèse des alcènes en synthèse organique ». Ce prix récompense les recherches et découvertes d’Yves Chauvin dans ce domaine dès le début des années 1970 (notamment la publication du mécanisme de métathèse des oléfines, en 1971, avec Jean-Louis Hérisson) et les travaux de Grubbs et Schrock dans la recherche de méthodes de catalyses efficaces de ce processus ainsi que les très nombreuses applications concrètes permises par la métathèse.
Il vit à Tours dès 1939 et y meurt le 27 janvier 2015.
La présidence française a souligné que « la France perd un grand chimiste et un modèle pour beaucoup de chercheurs. »
Il est enterré, selon son souhait, à Beaumont-la-Ronce, près de Tours.

## Œuvres
- (en) Yves Chauvin, « Olefin Metathesis: The Early Days (Nobel Lecture 2005) », Angew. Chem. Int. Ed., vol. 45, no 23,‎ 2006, p. 3740-3747 (ISSN 1433-7851, DOI 10.1002/anie.200601234)
- (en) Lionel Magna, Yves Chauvin, Gerald P. Niccolai et Jean-Marie Basset, « The Importance of Imidazolium Substituents in the Use of Imidazolium-Based Room-Temperature Ionic Liquids as Solvents for Palladium-Catalyzed Telomerization of Butadiene with Methanol », Organometallics, vol. 22, no 22,‎ 2003, p. 4418–4425 (ISSN 0276-7333, DOI 10.1021/om021057s)

## Distinctions et récompenses
- 1975 : médaille Karl-Engler de la DGMK
- 2005 :  Grand-croix de l'ordre national du Mérite
- 2005 : lauréat du prix Nobel de chimie